# August Prosenik
August Prosenik (ur. 26 sierpnia 1916 w Obrežje, Austro-Węgry ob. Słowenia, zm. 22 lipca 1975 w Zagrzebiu, Jugosławia ob. Chorwacja) – jugosłowiański kolarz szosowy, wielokrotny mistrz Jugosławii, dwukrotny uczestnik igrzysk olimpijskich, zwycięzca Wyścigu Pokoju.

## Kariera
Z zawodu był mechanikiem. W czasie swojej kariery reprezentował barwy klubów: Sokol, Građanski i Dinamo Zagrzeb. Jednym z jego największym sukcesem jest 12. miejsce w wyścigu szosowym ze startu wspólnego na 100 km w XI Igrzyskach Olimpijskich w Berlinie. Był również trzykrotnym mistrzem Jugosławii w kolarstwie szosowym w latach 1936, 1937 i 1940. W 1937 r. został pierwszym zwycięzcą Tour de Yougoslavie. W 1939 r. został pierwszym zwycięzcą Tour de Serbie (sr. Tpкa кpoз Cpбиjy).

Po II wojnie światowej, w której walczył jako partyzant kontynuował karierę kolarską. W 1946 roku wygrał wyścig Dookoła Rumunii (rum. Turul Ciclist al României). W 1948 r. wystartował w wyścigu ze startu wspólnego w XIV Igrzyskach Olimpijskich w Londynie, jednak go nie ukończył. W tym samym roku został Mistrzem Bałkanów w kolarstwie szosowym i zajął drugie miejsce w Tour de Yougoslavie.
Niestety również w tym roku uległ nieszczęśliwemu wypadkowi samochodowemu, który spowodował, że musiał zakończyć karierę kolarską w roku, który przyniósł mu najwięcej sukcesów.

## Wyścig Pokoju 1948
W 1948 r. wystartował w Wyścigu Pokoju w jego części, odbywającej się na trasie Warszawa-Praga. Był członkiem zespołu Jugosławia I. Zajmował kolejno: 3. miejsce na I etapie, 1. miejsce na II etapie, 3. miejsce na III etapie, 4. miejsca na IV i V etapie. Dzięki zwycięstwu na drugim etapie został liderem wyścigu i ostatecznie zakończył go jako zwycięzca z przewagą niemal 5 minut nad drugim w klasyfikacji generalnej Polakiem Romanem Siemińskim. Jest pierwszym w historii zwycięzcą Wyścigu Pokoju.

## Sukcesy
- 1936
  -  Mistrzostwo Jugosławii w kolarstwie szosowym.
  - 12. miejsce w wyścigu indywidualnym ze startu wspólnego w Igrzyskach Olimpijskich w Berlinie.
- 1937
  -  Mistrzostwo Jugosławii w kolarstwie szosowym.
  - 1. miejsce w klasyfikacji generalnej Tour de Yougoslavie.
  - 1. miejsce w klasyfikacji generalnej wyścigu Belgrad-Sofia.
- 1938
  - 1. miejsce w klasyfikacji generalnej wyścigu Sofia-Belgrad.
- 1939
  - 2. miejsce w mistrzostwach Jugosławii w kolarstwie szosowym.
  - 1. miejsce w klasyfikacji generalnej Tour de Serbie.
- 1940
  -  Mistrzostwo Jugosławii w kolarstwie szosowym.
- 1946
  - 1. miejsce w klasyfikacji generalnej wyścigu Dookoła Rumunii.
- 1947
  - 1. miejsce w klasyfikacji generalnej wyścigu Belgrad-Budapeszt.
- 1948
  - Mistrzostwo Bałkanów w kolarstwie szosowym.
  - 1. miejsce w klasyfikacji generalnej Wyścigu Pokoju.
    - 1. miejsce na II etapie Wyścigu Pokoju.

  - 2. miejsce w klasyfikacji generalnej Tour de Yougoslavie.